# Mariah Carey
Mariah Carey, ameriška pevka, * 27. marec 1969, New York, Združene države Amerike.
Kar 19 njenih hitov je bilo številka ena na Billboardovi glasbeni lestvici, kar je samo en manj od skupine The Beatles.

## Diskografija

### Studijski albumi
- Mariah Carey (1990)
- Emotions (1991)
- Music Box (1993)
- Merry Christmas (1994)
- Daydream (1995)
- Butterfly (1997)
- Rainbow (1999)
- Glitter (2001)
- Charmbracelet (2002)
- The Emancipation of Mimi (2005)
- E=MC² (2008)
- Memoirs of an Imperfect Angel (2009)
- Merry Christmas II You (2010)
- Me. I Am Mariah...The Elusive Chanteuse (2014)
- Caution (2018)

### Pesmi, ki so bile uvrščene na Billboardovo lestvico
- »Vision Of Love« (1990)
- »Love Takes Time« (1990)
- »Someday« (1991)
- »I Don't Wanna Cry« (1991)
- »Emotions« (1991)
- »I'll Be There« (1992)
- »Dreamlover« (1993)
- »Hero« (1994)
- »Fantasy« (1995)
- »One Sweet Day«  (1996)
- »Always Be My Baby« (1996)
- »Honey« (1997)
- »My All« (1998)
- »Heartbreaker« (1999)
- »Thank God I Found You« (2000)
- »We Belong Together« (2005)
- »Don't Forget About Us« (2006)
- »Touch My Body« (2008)